# How Fatty Got Even
How Fatty Got Even è un cortometraggio muto del 1913 prodotto dalla Nestor. Il nome del regista non viene riportato nei credit.

## Trama
Amos, il negoziante di una cittadina del West, riceve una lettera che gli annuncia l'arrivo della giovane Birdie. La ragazza, dopo la morte di suo padre, si trasferirà nel villaggio, cosa che crea grande eccitazione tra gli abitanti, tutti maschi, che aspettano con ansia Birdie che sarà la prima donna del paese. Per lei, viene preparata una piccola capanna. Amos vorrebbe anche prenderla in moglie ma poi si rende conto della differenza di età, così suggerisce a due giovani pretendenti, Tim e Andy, di inscenare un finto duello per accogliere Birdie quando questa giungerà in paese. Birdie arriva, accompagnata da Fatty e, credendo che il duello sia vero, si spaventa a morte, cercando di farsi proteggere da Fatty.

## Produzione
Il film fu prodotto dalla Nestor Film Company.

## Distribuzione
Distribuito dall'Universal Film Manufacturing Company, il film - un cortometraggio di una bobina - uscì nelle sale cinematografiche USA il 9 aprile 1913.